# Trophée Bill-Long
Le Trophée Bill Long récompense l'engagement d'une personnalité du hockey sur glace qui a grandement contribué dans la Ligue de hockey de l'Ontario. La personnalité est obligée d'avoir ou d'être engagé activement dans le hockey junior. Le trophée Bill Long n'est pas remis chaque année, mais à chaque événement notable.
La remise de ce trophée a débuté en 1989 pour commémorer les efforts et contributions de Bill Long durant son engagement dans la Ligue de hockey de l'Ontario. Il a passé trois décennies à entraîner et manager les Flyers de Niagara Falls, les 67's d'Ottawa et les Knights de London.

## Palmarès
- 1989 – Earl Montagano et Alec Campagnaro
- 1990 – Sherwood Bassin
- 1992 – Herb Warr
- 1993 – Dr. Robert L. Vaughan
- 1994 – Brian Kilrea
- 1997 – Wren Blair et Frank Bonello
- 2002 – Jack Ferguson et Jim Lever
- 2003 – Norm Bryan
- 2005 – Bert Templeton
- 2006 – Jeff Twohey
- 2009 – Bert O'Brien, Sam Sisco
- 2010 – Peter Karmanos Jr[1]
- 2013 – Ray McKelvie
- 2016 – Pat Casey
- 2019 – Larry Mavety